# Lyndon Byers
Lyndon Svi Byers (* 29. Februar 1964 in Nipawin, Saskatchewan; † 4. Juli 2025 in Norwood, Massachusetts, USA) war ein kanadischer Eishockeyspieler, der im Verlauf seiner aktiven Karriere zwischen 1981 und 1995 unter anderem 316 Spiele für die Boston Bruins und San Jose Sharks in der National Hockey League (NHL) auf der Position des rechten Flügelstürmers bestritten hat.

## Karriere
Byers spielte zunächst drei Jahre von 1981 bis 1984 bei den Regina Pats in der Western Hockey League (WHL). In der WHL sammelte er in 185 Spielen insgesamt 202 Scorerpunkte. Während dieser Zeit war er im NHL Entry Draft 1982 in der zweiten Runde an 39. Position von den Boston Bruins aus der National Hockey League (NHL) ausgewählt worden.
Nach der Beendigung der WHL-Saison 1983/84 verpflichteten die Bruins den linken Flügelstürmer und setzten ihn in den zehn restlichen Saisonspielen in der NHL ein. Bei den Bruins verbrachte der Kanadier auch die folgenden acht Spielzeiten bis zum Ende der Spielzeit 1991/92. Dabei kam er jedoch nie dazu sich einen Stammplatz im NHL-Kader zu erarbeiten, sondern verbrachte die Spielzeiten meist zu gleichen Teilen zwischen der American Hockey League (AHL) bei den Maine Mariners und den Boston Bruins in der NHL. Die meisten NHL-Spiele bestritt er dabei in der Saison 1987/88 mit 53. Zugleich erreichte er mit 24 Punkten und 236 Strafminuten weitere Karrierebestmarken. Nachdem sein Vertrag in Boston nach der Saison 1991/92 ausgelaufen war, wechselte er als Free Agent zu den San Jose Sharks, wo er in der Saison 1992/93 jedoch auch nur in 18 NHL-Spielen auflief und im März 1993 aus dem Vertragsverhältnis entlassen wurde.
Im folgenden Jahr wechselte Byers in die International Hockey League (IHL), wo er die Spieljahre 1993/94 und 1994/95 bei den Las Vegas Thunder und Minnesota Moose verbrachte. Danach beendete der 31-Jährige seine Karriere und kehrte nach Boston zurück, wo er als Radiomoderator arbeitete. Byers verstarb im Juli 2025 im Alter von 61 Jahren.

### International
Auf internationaler Ebene nahm Byers an der Junioren-Weltmeisterschaft 1984 in Schweden teil, bei der er mit der kanadischen U20-Nationalmannschaft den vierten Rang belegte. In sechs Turniereinsätzen punktete der Stürmer zweimal.

## Karrierestatistik

### International
Vertrat Kanada bei:
- Junioren-Weltmeisterschaft 1984

(Legende zur Spielerstatistik: Sp oder GP = absolvierte Spiele; T oder G = erzielte Tore; V oder A = erzielte Assists; Pkt oder Pts = erzielte Scorerpunkte; SM oder PIM = erhaltene Strafminuten; +/− = Plus/Minus-Bilanz; PP = erzielte Überzahltore; SH = erzielte Unterzahltore; GW = erzielte Siegtore; 1 Play-downs/Relegation; Kursiv: Statistik nicht vollständig)